# Cuvée de prestige
 (août 2024).
Si vous disposez d'ouvrages ou d'articles de référence ou si vous connaissez des sites web de qualité traitant du thème abordé ici, merci de compléter l'article en donnant les références utiles à sa vérifiabilité et en les liant à la section « Notes et références ».
 (août 2024).
Une cuvée de prestige, ou cuvée spéciale, est une appellation associée d'une maison de Champagne. Ces termes ne sont pas réglementés mais parfois utilisés par les professionnels de la vigne et du vin.
Chaque maison de champagne fait ses propres choix avec une volonté de différenciation qualitative tournée vers le luxe,. Parfois la cuvée de prestige fait appel à une technique particulière, comme l'assemblage de champagne à partir de vin de raisins noirs, comme le blanc de noirs. Cela peut également être un blanc de blancs. Une cuvée de prestige peut aussi être un rosé. Il peut s'agir d'un millésime, avec des raisins récoltés la même année. Parfois, il s'agit de vins provenant uniquement de communes de grands crus ou même d'un seul vignoble.